# Pero externa
Pero externa là một loài bướm đêm trong họ Geometridae.